# Арнольд, Малкольм
Сэр Малкольм Генри Арнольд (англ. Malcolm Henry Arnold; 21 октября 1921, Нортгемптон ― 23 сентября 2006, Норвич) ― британский композитор, трубач и дирижёр.

## Биография
Малкольм Арнольд родился в Нортгемптоне , Нортгемптоншир в Англии, являлся самым младшим из пяти детей в семье сапожников. Несмотря на то что его родители по специальности были сапожниками, его семья была полна музыкантов; оба его родителя владели фортепиано, а его тетя была скрипачкой .
Заинтересовавшись джазом, в 12 лет начал учиться игре на трубе. В 16 лет поступил в Королевский музыкальный колледж, где учился у Эрнеста Холла (труба) и Гордона Джейкоба (композиция). Ещё будучи студентом, он стал играть на трубе в Лондонском филармоническом оркестре (1941―1942), в 1944 был призван в армию, откуда был демобилизован год спустя после того, как умышленно ранил себя выстрелом в ногу. После одного сезона работы в симфоническом оркестре Би-Би-Си он вновь стал солистом Лондонской филармонии.
С 1948 года Арнольд занимался почти исключительно композиторской деятельностью, активно сочиняя как концертные произведения, так и музыку к кинофильмам (в 1957 за музыку к фильму «Мост через реку Квай» он был удостоен премии «Оскар»). В 1969—1971 годах осуществил несколько совместных проектов с рок-группой Deep Purple и её клавишником Джоном Лордом, в том числе известный «Концерт для группы с оркестром» (Concerto for Group and Orchestra, 1969). В конце 1970-х ― начале 1980-х композитор пережил тяжёлый душевный кризис, страдал от депрессии и алкоголизма, несколько лет находился в психиатрической лечебнице. Преодолев болезнь, Арнольд завершил свою композиторскую карьеру в начале 1990-х.
Наряду с Бенджамином Бриттеном и Ральфом Воан-Уильямсом Арнольд принадлежит к числу крупнейших британских композиторов XX века. Стиль его сочинений, наполненных жизнерадостностью и юмором, написанных в традиционной манере, без использования новейших течений европейской музыки, обеспечил им популярность в Британии и за её пределами.
Наследие композитора включает более 140 сочинений в самых разнообразных жанрах, среди которых особое место занимают девять симфоний (1949―1986). Арнольд также является автором концертов для разных инструментов, посвящённых выдающимся музыкантам: так, концерт для гитары с оркестром посвящён Джулиану Бриму, виолончельный ― Джулиану Ллойд Уэбберу, второй концерт для кларнета ― Бенни Гудмену. Большой известностью пользуются его оркестровые сюиты на темы танцев народов Британии и переложения собственных оркестровых сочинений для духового оркестра, а также камерные сочинения.